# NGC 6710
NGC 6710 este o galaxie situată în constelația Lira. A fost descoperită în 3 august 1864 de către Albert Marth.